# Чжу Цинань
Чжу Цина́нь (кит. упр. 朱启南, пиньинь Zhū Qǐnán, род. 15 ноября 1984, Вэньчжоу) — китайский стрелок, специализирующийся в стрельбе из винтовки. Олимпийский чемпион, чемпион мира.

## Карьера
Чжу Цинань начал заниматься спортивной стрельбой в 1999 году в спортивной школе Вэньчжоу. В 2003 году он впервые пробился в состав сборной КНР. Через год, несмотря на юниорский возраст он отправился на Игры в Афины, где выступил в стрельбе из пневматической винтовки. Уже после квалификационного раунда девятнадцатилетний китаец захватил лидерство, набрав 599 очков из 600 возможных. В финале он также отстрелялся лучше конкурентов и занял первое место, обойдя на полтора балла товарища по команде Ли Цзе. Попутно Чжу Цинань установил мировой и олимпийский рекорды.
В 2006 году в этой же дисциплине Чжу завоевал бронзу мирового первенства в Загребе и стал его победителем в составе команды.
На домашней Олимпиаде в Пекине китайский стрелок предпринял попытку защитить своё чемпионское звание в стрельбе из пневматической винтовки. В квалификации он показал второй результат после финна Хенри Хаккинена. В финале он смог его обойти, но пропустил вперед индийца Биндру и стал вторым.
На Играх в Лондоне Чжу Цинань выступил в трёх видах программы. В стрельбе из пневматической винтовки и из мелкокалиберной винтовки он не пробивался в финал, заняв 10 и 34 места соответственно. Удачнее всего китаец выступил в стрельбе из винтовки из трёх положений, но занял только 5 место и остался без медали.
В 2014 году на первенстве мира в Гранаде Чжу завоевал первое в карьере личное золото в стрельбе из трёх положений.